# Fairfield (Pennsylvania)
Fairfield ist ein Borough in Adams County, Pennsylvania, Vereinigte Staaten. Das U.S. Census Bureau hat bei der Volkszählung 2020 eine Einwohnerzahl von 526 ermittelt.

## Geographie
Nach einer Erhebung des United States Census Bureau hat Fairfield eine Gesamtfläche von 0,7 Quadratmeilen (1,8 km2), und hat keine Wasserflächen innerhalb seiner Grenzen. Fairfield liegt nördlich von Carroll Valley an der Straße nach Gettysburg, nordwestlich des 275 m hohen Mc Ginley Hill.

## Bevölkerung
Nach dem Census 2000 betrug die Gesamtbevölkerung im Borough 486 Menschen in 232 Haushalten, 139 Familien lebten im Borough. Die Bevölkerungsdichte betrug 708,2 Menschen pro Quadratmeile (272,0/km²). 98,4 % der Bevölkerung waren Weiße. 
In 25,9 % der Haushalte lebten Kinder unter 18 Jahren. 50,4 % der Haushalte bildeten verheiratete Familien, 7,3 % waren alleinerziehende Frauen und 39,7 % waren nichtfamiliäre Haushalte.
Die Altersstruktur in Fairfield teilte sich wie folgt auf: 20,8 % der Einwohner waren jünger als 18 Jahre, 3,7 % waren zwischen 18 und 24 Jahren alt, 26,1 % waren zwischen 25 und 44 Jahren alt, 25,5 % waren zwischen 45 und 64 Jahren alt und 23,9 % der Bevölkerung waren über 65 Jahre alt. Dies ergab einen Altersdurchschnitt von 45 Jahren. Auf 100 Frauen kamen 86,9 Männer. 
Das durchschnittliche Haushaltseinkommen im Jahr 2000 betrug 31.053 $ und das durchschnittliche Familieneinkommen 39.219 $.